# Koninkrijk Mbunda
Het koninkrijk Mbunda (Mbunda: Chuundi ca Mbunda), ook wel Mbundaland, was een koninkrijk van de Mbunda, gelegen in het zuidoosten van het huidige Angola. Op het hoogtepunt besloeg het koninkrijk de Angolese provincie Cuando Cubango en het zuidelijke deel van Moxico. Het koninkrijk werd in de Kolongogo-oorlog (1914) veroverd door de Portugezen en bij Portugees-West-Afrika gevoegd. 
Aan het hoofd van het koninkrijk stond de mwene wa ngoma. Kapova I was de laatste mwene van Mbunda. 
Koninkrijk Kongo ·
Koninkrijk Kakongo ·
Koninkrijk Soyo ·
Koninkrijk Loango ·
Sultanaat Utetera · 
Koninkrijk Yeke · 
Koninkrijk Boma · 
Mwene Muji · 
Lunda-rijk · 
Koninkrijk Kuba ·
Luba-rijk ·
Koninkrijk Kanyok ·
Koninkrijk Kalundwe ·
Koninkrijk Chokwe ·
Koninkrijk Teke ·
Koninkrijk Lele ·
Koninkrijk Suku ·
Koninkrijk Yaka ·
Koninkrijk Azende ·
Koninkrijk Mbunda ·
Koninkrijk Ngoyo ·
Koninkrijk Mbuun ·
Koninkrijk Bozanga ·
Koninkrijk Pende ·
Ngbandi staten ·
Nsapo-staten ·
Mongo-staten ·
Koninkrijk Vungu ·
Koninkrijk Ndongo ·
Geconfedereerde Staten van Mpemba ·
Zeven koninkrijken van Kongo dia Nlaza ·
Koninkrijk Mpemba Kasi ·
Koninkrijk Vunda ·
Koninkrijk Mbata ·
Koninkrijk Mpangala ·
Koninkrijk Nsundi ·
Koninkrijk Mpangu ·
Koninkrijk Kundi ·
Koninkrijk Okanga